# Labuanium
Labuanium is een geslacht van kreeftachtigen uit de klasse van de Malacostraca (hogere kreeftachtigen).

## Soorten
- Labuanium cruciatum (Bürger, 1893)
- Labuanium demani (Bürger, 1893)
- Labuanium finni (Alcock, 1900)
- Labuanium gracilipes (H. Milne Edwards, in Jacquinot & Lucas, 1854)
- Labuanium politum (de Man, 1888)
- Labuanium rotundatum (Hess, 1865)
- Labuanium scandens Ng & Liu, 2003
- Labuanium schuetteii (Hess, 1865)
- Labuanium sinuatifrontatum (Roux, 1933)